# Яцковичі
Я́цковичі — село в Україні, в Коростенському районі Житомирської області. Входить до складу Овруцької міської громади. Населення становить 218 осіб.

## Історія
У 1906 році село Гладковицької волості Овруцького повіту Волинської губернії. Відстань від повітового міста 5 верст, від волості 4. Дворів 45, мешканців 259.